# Hynobius yiwuensis
Hynobius yiwuensis е вид земноводно от семейство Hynobiidae. Видът е световно застрашен, със статут Уязвим.

## Разпространение
Разпространен е в Китай.